# Martin Spanjaard

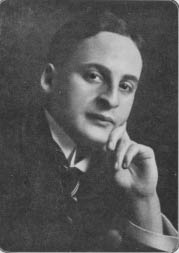
Martin Spanjaard (ca. 1923)

Martin Spanjaard (geb. 30. Juli 1892 in Borne, Niederlande; gest. 30. September 1942 in Auschwitz) war ein niederländischer Dirigent und Komponist.

## Leben
Martin Spanjaard wuchs zunächst in Borne auf. Sein Vater war der jüdische Textilfabrikant Salomon Jacob Spanjaard, seine Mutter Julia Dorothea Calisch. Die Familie zog 1899 nach Den Haag, wo er ersten Violinunterricht bei Joseph Salmon erhielt. Später studierte er dort Violine bei André Spoor, Harmonielehre bei Frits Koeberg und Klavier bei Willem Andriessen. Bereits mit 17 Jahren trat er als Dirigent und Komponist einer Serenade für Orchester hervor. 1915 ging er nach Berlin, studierte Komposition bei Friedrich Gernsheim an der Hochschule für Musik und wirkte als Bratschist im Orchester des Konservatoriums unter Willy Heß. In Amsterdam nahm er weiteren Kompositionsunterricht bei Cornelis Dopper und wurde Assistent bei Willem Mengelberg. Nach einer Kapellmeister-Ausbildung an der Staatsoper Berlin begann er im Januar 1920 als erster Violinist und zweiter Dirigent im Arnhem Philharmonic Orchestra und wurde noch im Juni desselben Jahres zum Chefdirigenten ernannt.
Bereits 1921 unternahm er als Dirigent Konzertreisen nach Hamburg, Berlin, München und sprang am Pult des Utrecht Stedelijk Orkest für Jan van Gilse ein. 1924 dirigierte er zum ersten Mal das Concertgebouw-Orchester Amsterdam. Ab Mitte der 1920er Jahre avancierte Spanjaard zu einem europaweit gefragten Dirigenten, was zahlreiche Besprechungen in Het Vaderland Den Haag, Neue Freie Presse Wien oder De Telegraaf Amsterdam bestätigen. 1926 debütierte er in Paris und im Wiener Konzerthaus am Pult des Wiener Sinfonie-Orchesters mit dem Solisten Eugène Bozza. Es folgten weitere Debüts 1927 in Budapest mit Bronisław Huberman, in Prag und in Baku, verbunden mit weiteren Gastspielen in der Sowjetunion. 1929 und 1930 dirigierte er mehrfach die Berliner Philharmoniker, als Solist wirkte u. a. Moriz Rosenthal mit. 1929 bis 1931 stand er bei weiteren Konzerten im Wiener Musikverein am Dirigierpult mit Solisten wie Carl Flesch und Ludwig Wüllner, 1930 leitete er dort mit Igor Strawinsky am Klavier 1930 die österreichische Erstaufführung von dessen Capriccio.
1932 legte Spanjaard sein Amt als Dirigent des Arnhem Philharmonic Orchestra nieder, es gab Vorhaltungen, er habe nicht genug populäre Musik geboten. Nach der Machtübernahme Adolf Hitlers 1933 kam seine auswärtige Karriere zum Stillstand, er war auf seltene Gastdirigate innerhalb der Niederlande angewiesen, so beim Residentie Orkest Den Haag. Das Concertgebouw-Orchester dirigierte er noch einmal im Juni 1939 mit Werken von Mozart, Henriëtte Bosmans und Bruckners 1. Sinfonie. Danach sind nur noch zwei weitere Dirigate 1939 und 1940 mit dem Residentie Orkest überliefert. Nach der Besetzung der Niederlande durch NS-Truppen erhielt er Berufsverbot und versuchte, mit Musikkursen zu überleben.
In der Nacht des 2. August 1942 wurden Martin Spanjaard und seine zweite Frau Elly Okladek in Den Haag von den deutschen NS-Besatzern verhaftet, ins Durchgangslager Westerbork und am 7. September nach Auschwitz deportiert. Am 30. September 1942 wurden sie dort ermordet.

## Schaffen
Neben einer frühen Serenade (1909) entstanden bis 1915 eine Doppelfuge für Streichorchester, eine Ouvertüre und ein Poem für großes Orchester unter dem Titel Symphonisch Gedicht naar het sprookje uit de Duizend en ééne Nacht. In den Berliner Jahren komponierte Spanjaard Drei Lieder nach Gedichten von Li Tai Po und ein Scherzo für Orchester. In der folgenden Zeit rückte die Dirigiertätigkeit in den Vordergrund. In den 1920er Jahren veröffentlichte er noch eine Caprice für Klavier, Claartjes wiegeliedje und das Lied Aus grünen Fluten. Stilistisch war er der deutschen Romantik und Spätromantik verpflichtet, die er durch Einflüsse aus dem französischen Impressionismus ergänzte. Darüber hinaus schrieb er ein Buch über die Sinfonien von Anton Bruckner (1934).

## Nachkommen
Martin Spanjaards Neffe Ed Spanjaard (* 1948), ehemals Assistent bei Herbert von Karajan und Georg Solti, wurde ebenfalls Dirigent. Maarten van der Heijden (* 1947), ein Enkel von Martin Spanjaard, wirkte zeitweise als Kontrabassist u. a. im Orchester des 18. Jahrhunderts von Frans Brüggen. Laura van der Heijden, eine Urenkelin, wurde Cellistin und gewann 2018 einen Edison Classical Music Award.